# عبد الرحمن المحرمي
عبد الرحمن المحرّمي (وُلِدَ في 1980) هو عسكري يمني ولد في بمحافظة أبين، وهو عضو مجلس القيادة الرئاسي منذ 7 أبريل 2022، وقائد قوات العمالقة منذ 2015.

## المناصب التي تولاها
- قائد قوات العمالقة منذ 2015.
- عضو مجلس القيادة الرئاسي منذ 2022.

## وصلات خارجية
- الحكومة اليمنية
- المركز الوطني للمعلومات - الحكومة الحالية
- وزارة الإدارة المحلية الصفحة الرسمية